# نیمراد گرینوود
نیمراد گرینوود (انگلیسی: Nimrod Greenwood; ۲۸ اکتبر ۱۹۲۹ – ۹ سپتامبر ۲۰۱۶) قایقران روئینگ اهل استرالیا بود.